# ヨーロピアン・レスリング・プロモーション
ヨーロピアン・レスリング・プロモーション（European Wrestling Promotion、略称：EWP）は、ドイツのハノーファーを拠点としているプロレス団体。

## 歴史
1998年、Christian EcksteinとJörg Vespermannが共同オーナーになって設立して旗揚げ戦を開催。
2011年、Jörg Vespermannが共同オーナーを退任。

## タイトル
- EWP世界ヘビー級王座
- EWPインターコンチネンタル王座
- EWPタッグ王座
- EWPジュニアヘビー級王座